# Hansruedi Süssli
Hansruedi Süssli (ur. 22 sierpnia 1951) – szwajcarski biathlonista. W Pucharze Świata zadebiutował 2 marca 1978 roku w Hochfilzen, gdzie zajął 38. miejsce w biegu indywidualnym. Nigdy nie zdobył pucharowych punktów i nigdy nie stanął na podium zawodów tego cyklu. W 1975 roku wystąpił na mistrzostwach świata w Anterselvie, gdzie zajął 17. miejsce w biegu indywidualnym, 32. miejsce w sprincie i czternaste w sztafecie. Był też między innymi jedenasty w sprincie i dziewiąty w sztafecie podczas mistrzostw świata w Vingrom w 1977 roku. Brał również udział w igrzyskach olimpijskich w Innsbrucku w 1976 roku, plasując się na czternastej pozycji w biegu indywidualnym.

## Osiągnięcia

### Igrzyska olimpijskie
| Rok  | Miejscowość | Konkurencje | Konkurencje | Konkurencje | Konkurencje | Konkurencje | Konkurencje | Konkurencje |
| Rok  | Miejscowość | IN          | SP          | PU          | MS          | RL          | MR          | SR          |
| ---- | ----------- | ----------- | ----------- | ----------- | ----------- | ----------- | ----------- | ----------- |
| 1976 | Innsbruck   | 14.         | nd.         | nd.         | nd.         | –           | nd.         | –           |

### Mistrzostwa świata
| Rok  | Miejscowość | Konkurencje | Konkurencje | Konkurencje | Konkurencje | Konkurencje | Konkurencje | Konkurencje |
| Rok  | Miejscowość | IN          | SP          | PU          | MS          | RL          | MR          | SR          |
| ---- | ----------- | ----------- | ----------- | ----------- | ----------- | ----------- | ----------- | ----------- |
| 1975 | Anterselva  | 17.         | 32.         | nd.         | nd.         | 14.         | nd.         | –           |
| 1976 | Anterselva  | nd.         | 16.         | nd.         | nd.         | nd.         | nd.         | –           |
| 1977 | Vingrom     | 32.         | 11.         | nd.         | nd.         | 9.          | nd.         | –           |
| 1978 | Hochfilzen  | 38.         | 34.         | nd.         | nd.         | 15.         | nd.         | –           |

### Puchar Świata

#### Miejsca w klasyfikacji generalnej
| Sezon     | Miejsce |
| --------- | ------- |
| 1977/1978 | -       |

#### Miejsca na podium chronologicznie
Süssli nigdy nie stanął na podium indywidualnych zawodów PŚ.